# IPE-02b Nhapecan II
IPE-02b Nhapecan II é um planador de instrução, biplace (com dois lugares), em tandem, o único da família de planadores IPE Nhapecan que foi certificado e produzido em série. O modelo foi projetado pelo engenheiro João Carlos Pessoa Boscardin e produzido pela IPE Aeronaves, equipa diversos aeroclubes no Brasil.

## Desenvolvimento
O desenho do IPE-02b Nhapecan II remonta o KW-2 Biguá, desenvolvido pelo engenheiro Kuno Widmaier, e construído pela IPE Aeronaves em 1976. A empresa comprou os direitos de produção do tipo, e enviou um protótipo para avaliação ao Departamento de Ciência e Tecnologia Aeroespacial, no entanto, os resultados dos ensaios indicaram a necessidade de mudanças significativas no projeto.
No início da década de 1970 o Departamento de Aviação Civil (DAC) iniciava uma seleção de projetos para re-equipamento da frota de treinamento bi-place então utilizada pelos aeroclubes brasileiros, composta majoritariamente pelo Neiva B Monitor, e o LET L-13. O DAC contratou em 1978 ao Departamento de Ciência e Tecnologia Aeroespacial o desenvolvimento de um protótipo de treinador biplace sob designação PE-80 367, construído pela empresa Aerotec, nomeado Urubu, que voou pela primeira vez em 1979.
Ciente do interesse do DAC, Boscardin prosseguiu com o desenvolvimento das mudanças do KW-2 Biguá, realizando o redesenho das asas, empenagens e estrutura, e nomeando a aeronave IPE-02a Nhapecan I (matrícula PP-ZQL), que voou pela primeira vez em 24 de maio de 1979, a tempo de ser apresentado no Campeonato Brasileiro de Voo a Vela em Bauru e na Feira Internacional de Aviação de 1979 em São José dos Campos, junto com o protótipo do Urubu .O protótipo do IPE-02a Nhapecan I chamou atenção pelo seu desempenho (razão de planeio 28.5:1, construção mista, duplo comando) dos representantes do Ministério da Aeronáutica na feira, e uma avaliação pelo Clube de Voo a Vela da Academia da Força Aérea (CVV-AFA) foi agendado.
O resultado da avaliação foi positivo, indicando a necessidade de mudanças de pequena monta, e ao retorno do protótipo, o Eng. Boscardin iniciou o projeto e fabricação da variante batizada de IPE-02b Nhapecan II, com perfil diferente, projetado pelo eng.Francisco Leme Galvão e outras alterações estruturais. O primeiro voo ocorreu na pista do Aeroclube de Balsa Nova em 16 de agosto de 1983, e a abertura do processo de homologação deu-se em setembro daquele ano.
O Ministério da Aeronáutica decidiu pela compra do IPE-02bNhapecan II em detrimento do Aerotec Urubu: ambas aeronaves possuíam desempenho semelhante, porém o custo do Nhapecan II era menor, e por não ser metálico como o concorrente, não teria a mesma limitação de vida em fadiga.

## Certificação
A certificação do IPE-02b Nhapecan II, foi longa e custosa, durando de 1983 a 1986 e consumindo muito do resultado da companhia (que se encontrava em produção seriada do IPE KW1). Após a certificação o projeto teve a adição de lastro fixo (perfazendo 2 barras de 7.5 kg cada), e outras modificações incluídas ao projeto original. 

## Produção
Foram produzidas 80 unidades do modelo: o Ministério da Aeronáutica comprou cerca de 70 exemplares do modelo para distribuição aos aeroclubes brasileiros pelo Departamento de Aviação Civil (DAC), e 10 unidades para a Força Aérea Brasileira.

## Construção
O planador possui construção mista, com fuselagem de tubos de aço, e asa de madeira, semi-cantilever.
A fuselagem é composta por uma treliça de aço SAE4130, revestida com tela, e seção dianteira da fuselagem revestida com fibra de vidro.
As asas são de madeira, com uma longarina de freijó (Cordia goeldiana), caixão de torsão com contra-placado aeronáutico e o restante da asa revestida em tela.
As empenagens horizontal e vertical são construídas em estrutura de madeira e cobertas com tela.
O planador possui trem-de-pouso fixo, semi carenado com fibra de vidro, uma bequilha dianteira maciça e um patim de aço na cauda.

## Especificações
Dados de: Manual de Voo da Aeronave 

### Características Gerais
- Tripulantes: Dois
- Comprimento: 8.54 m (28 ft);
- Envergadura: 16.6 m (54 ft 5 in);
- Altura: 1.90 m (6 ft 2 in);
- Área Alar: 17.4 m2 (187 sq ft);
- Aerofólio da asa: Raiz: BR JK 0035, Ponta: JKA 35
- Aerofólio da empenagem horizontal: NACA 63012 [8]
- Aerofólio da empenagem vertical: NACA 63010 [8]
- Peso Máximo de Decolagem (MTOW): 525 kg (1,157 lb);

### Performance
- Velocidade de Estol: 72 km/h (44mph; 39 kn);
- Velocidade Nunca Exceder: 190 km/h (115 mph; 102 kn);
- Limite G: +4.4 / -2.1 a 145 km/h (90.1 mph; 78.3 kn);
- Razão de Planeio: 28.5:1 (a 96 km/h (60 mph; 52 kn)